# Francesco Brusa
Giovanni Francesco Brusa, detto anche Gianfrancesco (Venezia, 1700 – Venezia, 20 maggio 1768), è stato un compositore e organista italiano.

## Biografia
Poco si sa della sua gioventù e formazione musicale, tant'è che si hanno informazioni su di lui solo a partire dal 1724. In questo anno ebbe inizio la sua attività operistica (documentata) con il dramma Il trionfo della virtù. Il 22 dicembre 1726 fu nominato organista del palchetto di San Marco, posto che tenne sino al 1740. Nel 1736 lo troviamo attivo come compositore di musica sacra a Genova, dove rappresentò due oratori. Negli anni cinquanta riprende la carriera di operista, che aveva abbandonato parecchi anni, e mise in scena vari suoi lavori fra cui alcuni drammi giocosi come Le statue nel 1757 su libretto di suo figlio Giovanni Battista e La cascina nel 1758 a Pesaro su libretto di Carlo Goldoni. Negli anni sessanta si vide diminuire le commissioni per la composizione di nuove opere nel 1766 diventò maestro di coro dell'Ospedale degli Incurabili, succedendo a Baldassarre Galuppi e tenendo questa carica sino alla morte.

## Critica
Al giorno d'oggi l'unico suo lavoro apprezzato dalla critica è il dramma giocoso Le statue. È tuttavia complesso definire un quadro generale sulla musica del compositore in quanto molti suoi lavori sono stati perduti. Carlo Goldoni nel 1732 lo definì con questa frase: Sig. Francesco Brusa, dilettante in quel tempo e poi per sua disgrazia professore di musica.

## Opere
- Il trionfo della virtù (dramma per musica, libretto di Pietro d'Averara, 1724, Teatro San Giovanni Grisostomo, Venezia)
- L'amore eroico (dramma per musica, libretto di Apostolo Zeno e Pietro Pariati, 1725, Teatro San Samuele, Venezia)
- Arsace (dramma per musica, libretto di Antonio Salvi, 1725, Teatro Ducale, Milano)
- Medea e Giasone (dramma per musica, libretto di Giovanni Palazzi, 1726, Teatro Sant'Angelo, Venezia)
- L'Angelica (serenata, libretto di Pietro Metastasio, 1756, Teatro San Benedetto, Venezia)
- La Semiramide riconosciuta (dramma per musica, libretto di Pietro Metastasio, 1756, Teatro San Benedetto, Venezia)
- Adriano in Siria (dramma per musica, libretto di Pietro Metastasio, 1757, Teatro San Benedetto, Venezia)
- La cameriera scaltra e fortunata (dramma giocoso, libretto di Giovanni Battista Brusa, 1757, Finale Emilia)
- Le statue (dramma giocoso, libretto di Giovanni Battista Brusa, 1757, Teatro San Samuele, Venezia)
- La cascina (dramma giocoso, libretto di Carlo Goldoni, 1758, Pesaro)
- La ritornata di Londra (dramma giocoso, libretto di Carlo Goldoni, 1759, Forlì)
- L'Olimpiade (atto 3°) (dramma per musica, libretto di Pietro Metastasio, 1767, Venezia; in collaborazione con Pietro Alessandro Guglielmi (atto 1°), Antonio Gaetano Pampani (atto 2°))

### Altri lavori
- La libertà: a Nice (cantata, testo di Pietro Metastasio)
- Parecchie arie e duetti
- Santa Atanasia (oratorio, libretto di Giovanni Battista Gamberucci, 1722, Roma)
- Il sacrifizio d'Abramo (oratorio, 1736, Genova)
- Redemptionis veritas (oratorio, 1766, Ospedale degli Incurabili, Venezia)[1]
- Caelum apertum in Transfiguratione Domini (1767, Ospedale degli Incurabili, Venezia)
- Aeternum humanae reparationis divinum decretum (1767, Ospedale degli Incurabili, Venezia)
- Manes justorum a sino Abrahae revocati in gloriosa Christi Resurrectione (1768, Ospedale degli Incurabili, Venezia)